# Glenfarclas
Glenfarclas – single malt whisky, produkowana w destylarni Glenfarclas w Ballindalloch, w rejonie Speyside w Szkocji. Region ten jest najbardziej "płodnym" w Szkocji, jeśli chodzi o produkcję whisky, to tu znajduje się ponad połowa wszystkich szkockich gorzelni.
Dosłownie tłumacząc nazwę Glenfarclas znaczy dolina zielonych traw. Gorzelnia prowadzona jest przez rodzinę Grantów. Zakład posiada sześć destylatorów, największych w Speyside, podgrzewanych bezpośrednio przez palniki gazowe.
Wydajność gorzelni wynosi ok. 90 000 litrów końcowego produktu rocznie. W normalnym cyklu cztery kadzie są używane, dwie zaś trzymane jako rezerwowe.

## Historia
Gorzelnia pierwszą licencję otrzymała w 1836, gdy właścicielem był Robert Hay. W 1865 została kupiona przez Johna Granta, którego potomkowie do teraz zarządzają zakładem czyniąc go prawdziwie niezależnym.

## Butelkowanie
Glenfarclas sprzedawany jest w następujących, zastrzeżonych wersjach:
- 10 year old
- 12 year old
- 15 year old
- 17 year old
- 21 year old
- 25 year old
- 30 year old
- 40 year old
- 105 (Cask Strength)